# Staré
Staré (in ungherese Sztára) è un comune della Slovacchia facente parte del distretto di Michalovce, nella regione di Košice.